# 누를란 발김바예프
누를란 우테보비치 발김바예프(카자흐어: Нұрлан Өтепұлы Балғымбаев 누를란 외테풋을리 발김바예프, 러시아어: Нурлан Утепович Балгимбаев, 1947년 11월 20일~2015년 10월 14일)는 카자흐스탄의 정치인으로, 1997년 10월 10일부터 1999년 10월 1일까지 카자흐스탄 총리를 역임했다.

## 어린 시절 및 경력
발김바예프는 카자흐 공과대학교를 졸업했다.
1973년부터 1986년까지, 발김바예프는 석유 산업에서 일했으며, 자이크네프트 정유소의 수석 엔지니어로 시작했다. 1986년에 그는 소련 석유가스부에 고용되었다. 1991년 소련이 붕괴된 후, 발김바예프는 미국으로 가서 매사추세츠 대학교에서 1년간 공부했고, 1993년부터 1994년까지 셰브론에서 1년간 인턴십을 했다.

## 정치 경력
1997년까지 발김바예프는 카자흐스탄 정부에서 여러 차례 장관과 부장관을 역임했다. 1994년 10월부터 1997년 3월까지는 석유가스부 장관으로 재직했고, 이후 1997년 3월부터 10월까지는 카자흐오일의 사장직을 맡았다.

### 총리직
1997년 10월 10일, 그는 카자흐스탄 총리로 임명되어 1999년 10월 1일까지 재임했다. 발김바예프의 선택은 아케잔 카제겔딘 전 총리가 석유 및 가스 부문을 너무 빠르고 느슨하게 사유화하고 있었고, 발김바예프는 이미 러시아와 카스피 주요 파이프라인을 논의 중이었으며, 누르술탄 나자르바예프 대통령과 같은 IMF 회의론자였다. 발김바예프의 계획은 또한 카자흐스탄 석유 생산량을 연간 2,300만 톤에서 1억 7,000만 톤으로 늘리는 것이었다. 1998년에는 텡기즈 유전의 40%를 셰브론에 매각하는 것을 선호했다.

## 사망
2015년 10월 14일, 발김바예프는 68세의 나이로 아티라우에서 암으로 사망했다.